# Comunidade dos Estados Independentes
Comunidade dos Estados Independentes (CEI) (em russo:  Содружество Независимых Государств (СНГ), Sodruzhestvo Nezavisimykh Gosudarstv) é uma organização intergovernamental regional envolvendo 9 repúblicas que antes integravam a extinta União Soviética (República da Armênia, República do Azerbaijão, República da Bielorrússia, República do Cazaquistão, Federação Russa, República Quirguiz, República Moldova, República do Tajiquistão, República do Turquemenistão e República do Uzbequistão) fundada em 8 de dezembro de 1991. Este novo acordo de união política teve como principal impulsionador o presidente russo Boris Ieltsin e marcou a dissolução da União Soviética.
As três repúblicas fundadoras da CEI concordaram num certo número de pontos fundamentais, nomeadamente nos seguintes: cada estado-membro mantinha a sua independência; as outras repúblicas da antiga União Soviética seriam bem-vindas como novos membros da Comunidade; qualquer república seria livre de abandonar a CEI após ter anunciado essa intenção com um ano de antecedência; os membros deveriam trabalhar em conjunto para o estabelecimento de economias de mercado; o antigo rublo soviético é a moeda comum dos estados-membros; a Comunidade fica sediada em Minsk, Alma-Ata e São Petersburgo. A Geórgia se integrou ao Grupo em 1994, mas o seu Parlamento aprovou por unanimidade, em 14 de agosto de 2008, a saída do país da Comunidade dos Estados Independentes, devido ao apoio russo às causas de independência da Abecásia e da Ossétia do Sul. Posteriormente, a Ucrânia também se retirou da organização em 2014, em parte devido às relações hostis do país com a Rússia após a anexação da Criméia por este último. Por outro lado, os países bálticos, Lituânia, Estônia e Letônia, nunca fizeram parte do grupo.
É como a Organização Internacional da Francofonia ou a Comunidade de Nações, porém não caracterizada por uma língua oficial, e sim pelo passado soviético. Todas as antigas Repúblicas da ex-União Soviética podem ser membros. Não há horizonte de União Monetária, só existindo entre Rússia e Bielorrússia, tendo o rublo como moeda nacional. Não existem relações de comercialização, relações econômicas, união alfandegária e a antiga assistência mútua dos soviéticos.

## Formação

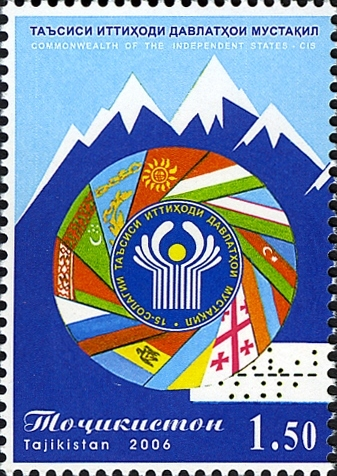
Selo tadjique de 2006 comemorando os 15 anos da fundação da organização

Já em 1991, a dissolução da União Soviética era algo inevitável, apesar dos Referendos realizados na maioria das repúblicas, que mostravam um claro apoio à manutenção da constitucionalidade e institucionalidade da união. Em 8 de dezembro, os líderes da Rússia, Bielorrússia e Ucrânia se reuniram na reserva natural de Belovezhskaya Pushcha, 50 km ao norte da cidade de Brest, Bielorrússia. Assim nasceu a ideia da Comunidade dos Estados Independentes, ao mesmo tempo em que foi anunciado que a nova confederação estaria aberta a todas as repúblicas da União Soviética, assim como a todas aquelas que compartilhassem dos mesmos objetivos.
O então Presidente da União Soviética, Mikhail Gorbachev, descreveu a reunião como algo "ilegal e perigoso" e "um golpe constitucional" na nação. Mas prontamente ficou claro que pouco ou nada havia por fazer. Em 21 de dezembro, os líderes de onze das quinze ex-repúblicas soviéticas se reuniram em Alma-Ata, Cazaquistão e assinaram o tratado. Desta maneira, a CEI foi ratificada e a União Soviética oficialmente extinta.
Em 25 de dezembro, Gorbachev renunciou como presidente de um país que já não existia de facto. Os três estados bálticos (Estônia, Letônia e Lituânia) não assinaram o tratado, assim como a Geórgia – os quatro países argumentaram que haviam sido incorporados à União Soviética à força.
Os 11 estados originais foram Armênia, Azerbaijão, Bielorrússia, Cazaquistão, Quirguistão, Moldova, Federação Russa, Tajiquistão, Turcomenistão, Uzbequistão e Ucrânia. Em dezembro de 1993, a Geórgia finalmente aderiu à CEI em circunstâncias controversas, após uma guerra civil na qual tropas russas intervieram a favor do governo pró-Moscou de Eduard Shevardnadze; em 26 de agosto de 2005, o Turcomenistão abandonou o organismo para tornar-se um membro associado. Em agosto de 2008 a Geórgia anunciou que se retiraria da CEI depois da Guerra da Ossétia e deixou de ser membro formal em agosto de 2009.

## Membros

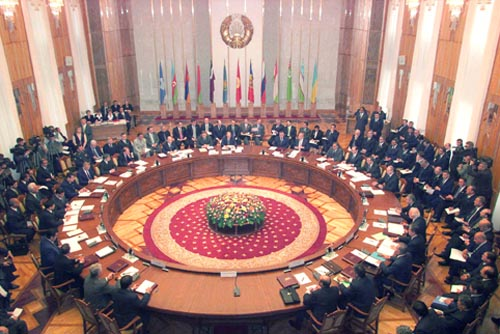
Cúpula da CEI, em 2001.

Há 9 Estados-membros pertencentes à Comunidade dos Estados Independentes. O Acordo de Criação foi o documento principal constituinte da CEI até janeiro de 1993, quando a Carta da CEI foi adotada. A carta formalizou o conceito de filiação: um país membro é definido como um país que ratifique a Carta da CEI (seção 2, art. 7). O Turcomenistão não ratificou a Carta e mudou sua posição na CEI para membro associado em 26 de agosto de 2005, para ser consistente com o seu estatuto de neutralidade na Organização das Nações Unidas ONU, reconhecido internacional. Embora a Ucrânia tenha sido um dos três países fundadores e tenha ratificado o Acordo de Criação em dezembro de 1991, o país optou por não ratificar a Carta da CEI e, portanto, não se considera um membro da CIS.
| País           | Assinatura             | Ratificação | Carta ratificada | Status                       |
| -------------- | ---------------------- | ----------- | ---------------- | ---------------------------- |
| Armênia        | 21 de dezembro de 1991 | 1992-02-18  | 1994-03-16       | membro oficial               |
| Azerbaijão     | 21 de dezembro de 1991 | 1993-09-24  | 1993-12-14       | membro oficial               |
| Bielorrússia   | 8 de dezembro de 1991  | 1991-12-10  | 1994-01-18       | membro oficial               |
| Cazaquistão    | 21 de dezembro de 1991 | 1991-12-23  | 1994-04-20       | membro oficial               |
| Quirguistão    | 21 de dezembro de 1991 | 1992-03-06  | 1994-04-12       | membro oficial               |
| Moldávia       | 21 de dezembro de 1991 | 1994-04-08  | 1994-06-27       | membro oficial               |
| Rússia         | 8 de dezembro de 1991  | 1991-12-12  | 1993-07-20       | membro oficial               |
| Tajiquistão    | 21 de dezembro de 1991 | 1993-06-26  | 1993-08-04       | membro oficial               |
| Turquemenistão | 21 de dezembro de 1991 | 1991-12-26  | Não ratificou    | membro associado não-oficial |
| Uzbequistão    | 21 de dezembro de 1991 | 1992-04-01  | 1994-02-09       | membro oficial               |

### Antigos Estados-membros
| Países  | Assinatura            | Ratificação            | Carta ratificada    | Retirada             | Retirada Efetiva     |
| ------- | --------------------- | ---------------------- | ------------------- | -------------------- | -------------------- |
| Geórgia | —                     | 3 de dezembro de 1993  | 19 de abril de 1994 | 18 de agosto de 2008 | 17 de agosto de 2009 |
| Ucrânia | 8 de dezembro de 1991 | 10 de dezembro de 1991 | Não ratificou       | 19 de maio de 2018   | 19 de maio de 2018   |

## Organização do Tratado de Segurança Coletiva

O logotipo da OTSC.

Membros da OTSC
Membros do GUAM
Outros membros do CIS

A Organização do Tratado de Segurança Coletiva (OTSC) (em russo:  Организация Договора о Коллективной Безопасности) ou simplesmente Tratado de Tashkent (em russo:  Ташкентский договор) começou primeiro como o Tratado de Segurança Coletiva do CIS que foi assinado em 15 de maio de 1992, por Armênia, Cazaquistão, Quirguistão, Rússia, Tajiquistão e Uzbequistão, na cidade de Tashkent. O Azerbaijão assinou o tratado em 24 de setembro de 1993, a Geórgia em 9 de dezembro de 1993 e a Bielorrússia em 31 de dezembro de 1993. O tratado entrou em vigor em 20 de abril de 1994.

### Renovação
O TSC foi criado para durar por um período de 5 anos a menos que fosse prorrogado. Em 2 de abril de 1999, apenas seis membros da OTSC assinaram um protocolo de renovação do tratado por um novo período de cinco anos, enquanto Azerbaijão, Geórgia e Uzbequistão se recusaram a assinar, e retiraram-se do tratado de uma vez; juntamente com Moldávia e Ucrânia, formaram um grupo não-alinhado, mais pró-Ocidente e pró-EUA conhecida como a Organização "GUAM" (Geórgia, Uzbequistão /Ucrânia, Azerbaijão, Moldávia). A organização foi nomeada OTSC em 7 de Outubro de 2002, em Tashkent. Nikolai Bordyuzha foi nomeado secretário-geral da nova organização. Durante 2005, os parceiros OTSC realizaram alguns exercícios militares comuns. Em 2005, o Uzbequistão se retirou do GUAM, e em 23 de junho de 2006, o Uzbequistão tornou-se um participante pleno do OTSC e seus membros foram formalmente ratificados por seus parlamentos em 28 de março de 2008. A OTSC é uma organização observadora na Assembleia Geral das Nações Unidas.
A carta reafirmava o desejo de todos os Estados participantes em se abster do uso ou ameaça da força. Os signatários não seriam capazes de se juntar a outras alianças militares ou outros grupos de estados, enquanto a agressão contra um signatário seria percebida como uma agressão contra todos. Para isto, a OTSC organiza exercícios militares de comando para as nações da OTSC terem uma oportunidade de melhorar a organização intercooperativa. O exercício militar de maior escala da OTSC foram os exercícios de "Rubezh 2008", que ocorreu na Armênia, no qual um total de 4 mil soldados de todos os sete países membros constituintes da OTSC realizou treinamento brutal, estratégico e tático, com ênfase em promover a eficiência dos elementos de segurança coletiva da OTSC.

### Eventos recentes
Em maio de 2007, o secretário-geral da OTSC, Nikolai Bordyuzha, sugeriu que o Irã poderia aderir à OTSC dizendo: "A OTSC é uma organização aberta. Se o Irã se submeter ao nosso estatuto, vamos considerar sua entrada". Se o Irã for aceito, será o primeiro estado fora da ex-União Soviética a se tornar um membro da organização.
Em 6 de outubro de 2007, os membros da OTSC concordaram com uma grande expansão da organização, que criaria uma força de paz que poderia ser implanta sob a supervisão da ONU ou não, em seus Estados membros. A expansão também permitiria que todos os membros comprassem armas russas ao mesmo preço que a Rússia.  A OTSC assinou um acordo com a Organização para Cooperação de Xangai (OCX), na capital do Tajiquistão, Duxambé, para ampliar a cooperação em questões como segurança, criminalidade e tráfico de drogas.
Em 29 de agosto de 2008, a Rússia anunciou que iria procurar o reconhecimento da OTSC quanto à independência da Abecásia e da Ossétia do Sul, três dias depois de a Rússia reconhecê-la oficialmente. Em 5 de setembro de 2008, a Armênia assumiu a presidência rotativa da OTSC durante uma reunião em Moscou, Rússia.
Em outubro de 2009, a Ucrânia recusou permissão para o Centro Antiterrorista da CEI de executar exercícios antiterroristas no seu território porque a constituição ucraniana proíbe unidades militares estrangeiras de operarem em seu território.